# (3015) Candy
(3015) Candy (1980 VN) ist ein ungefähr 25 Kilometer großer Asteroid des äußeren Hauptgürtels, der am 9. November 1980 vom US-amerikanischen Astronomen Edward L. G. Bowell am Lowell-Observatorium, Anderson Mesa Station (Anderson Mesa) in der Nähe von Flagstaff, Arizona (IAU-Code 688) entdeckt wurde.

## Benennung
(3015) Candy wurde nach dem Astronomen Michael Philip Candy (1928–1994) aus dem Vereinigten Königreich benannt, der mehr als 30 Jahre lang Direktor des Perth-Observatoriums (IAU-Code 319) war. Als Mitarbeiter des Royal Greenwich Observatory (IAU-Code 000) entdeckte er den Kometen C/1960 Y1 (Candy) und spielte eine wichtige Rolle in der Astronomie der Südhalbkugel, indem er Positionen (besonders von Kometen und Kleinplaneten) analysierte, die für Astronomen der Nordhalbkugel schwierig gewesen wären. Er war Direktor der Abteilung für Kometen der British Astronomical Association und Herausgeber dessen Zeitschrift B.A.A. Circulars sowie Direktor der sechsten Kommission (Astronomische Telegramme) der Internationalen Astronomischen Union.